# فيليب نيفيل
فيليب نيفيل (بالإنجليزية: Philip Neville)‏ هو محامي وقاضي أمريكي، ولد في 5 نوفمبر 1909 في منيابولس في الولايات المتحدة، وتوفي في 13 فبراير 1974.